# Komunitní rada Manhattanu 1

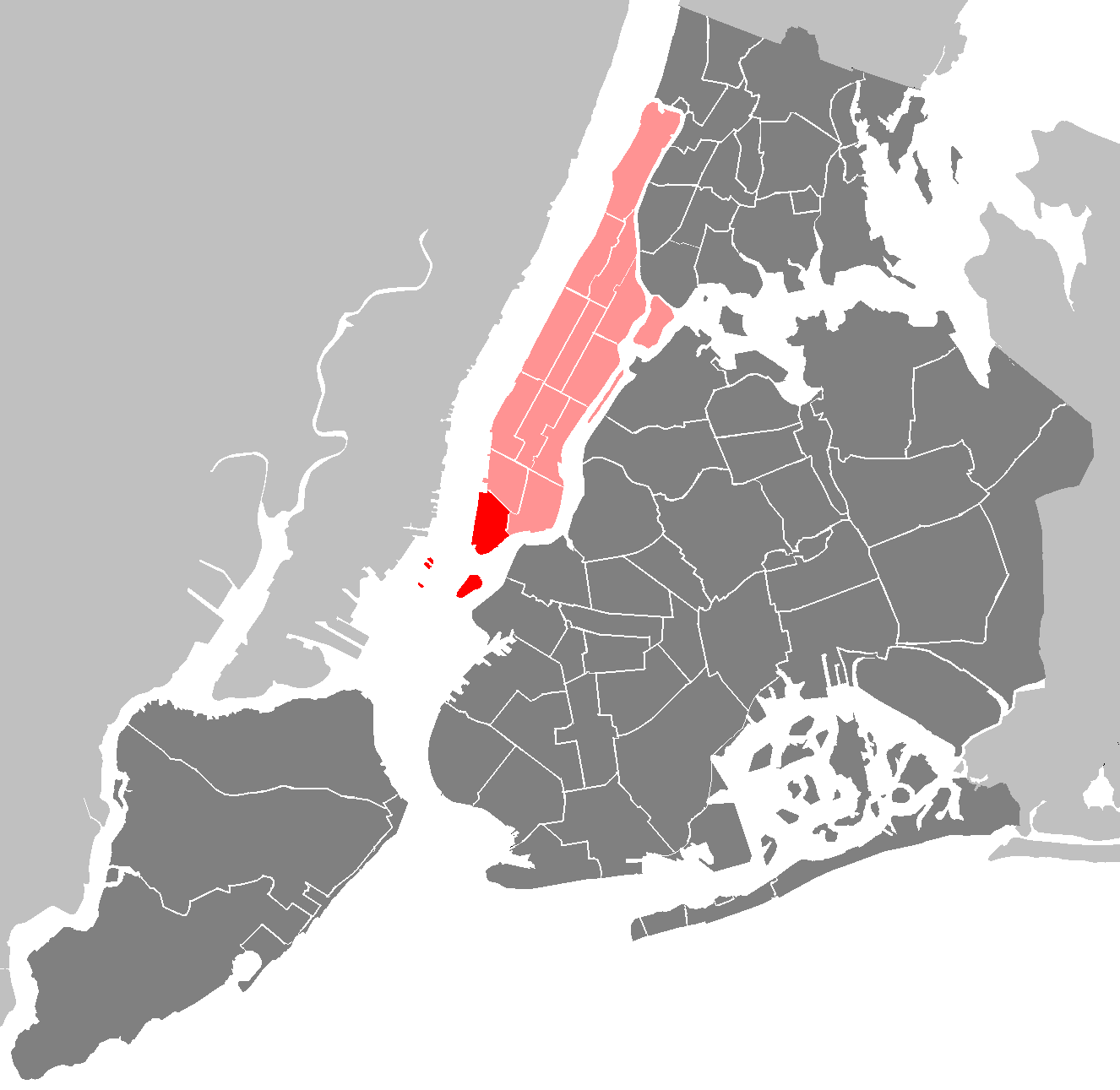
Poloha

Komunitní rada Manhattanu 1 (Manhattan Community Board 1) je jednou z komunitních rad na newyorském Manhattanu, zahrnující části Battery Park City, Financial District, South Street Seaport a TriBeCa v Dolním Manhattanu. Je ohraničena na východě řekou East River, na jihu přístavem Upper New York Bay, na západě řekou Hudson River a na severu ulicí Canal Street. Současnou předsedkyní je Julie Menin a správcem jednotky je Noah Pfefferblit.